# 広島国際会議場

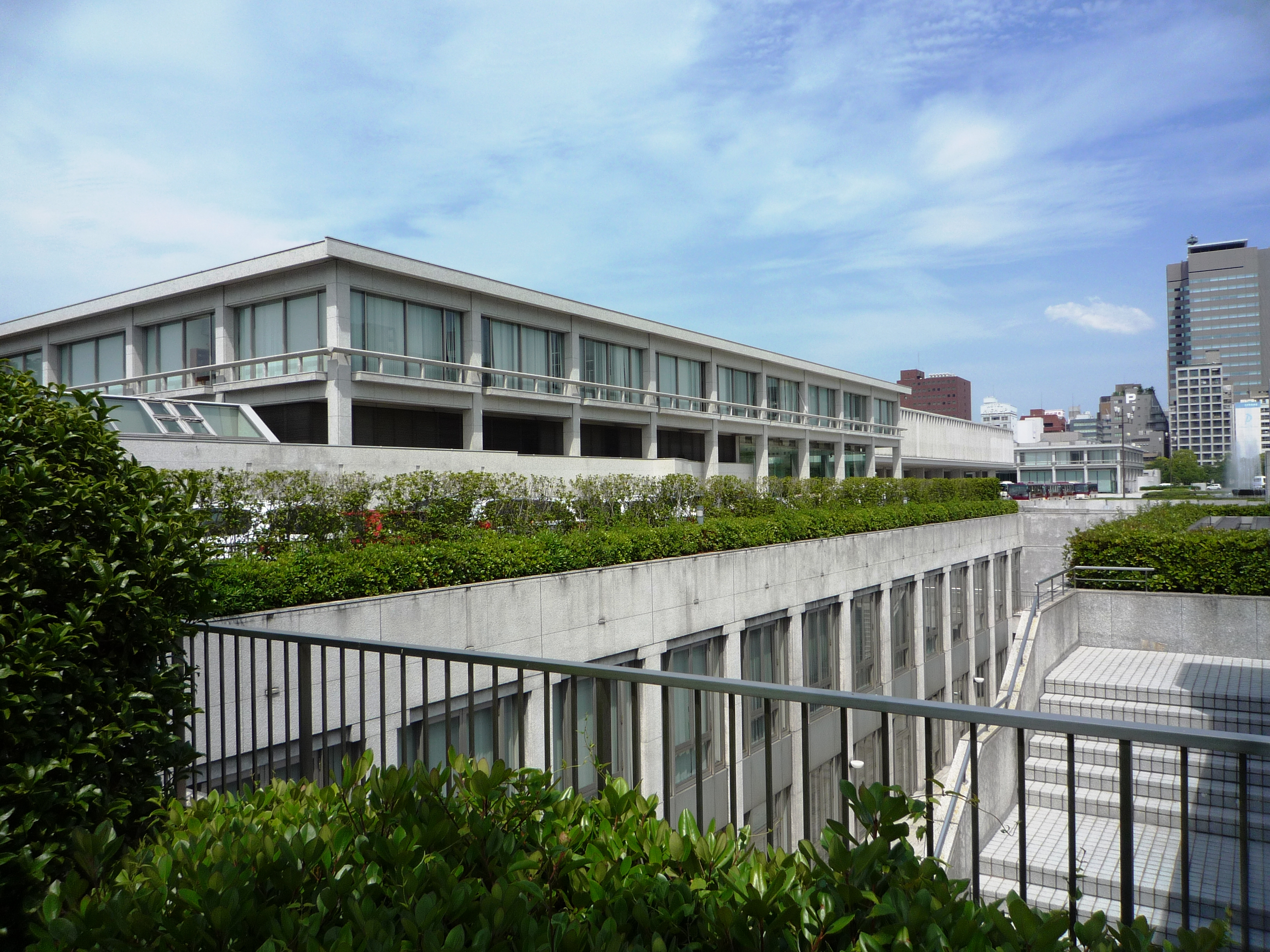
西側から
奥に平和資料館が見える

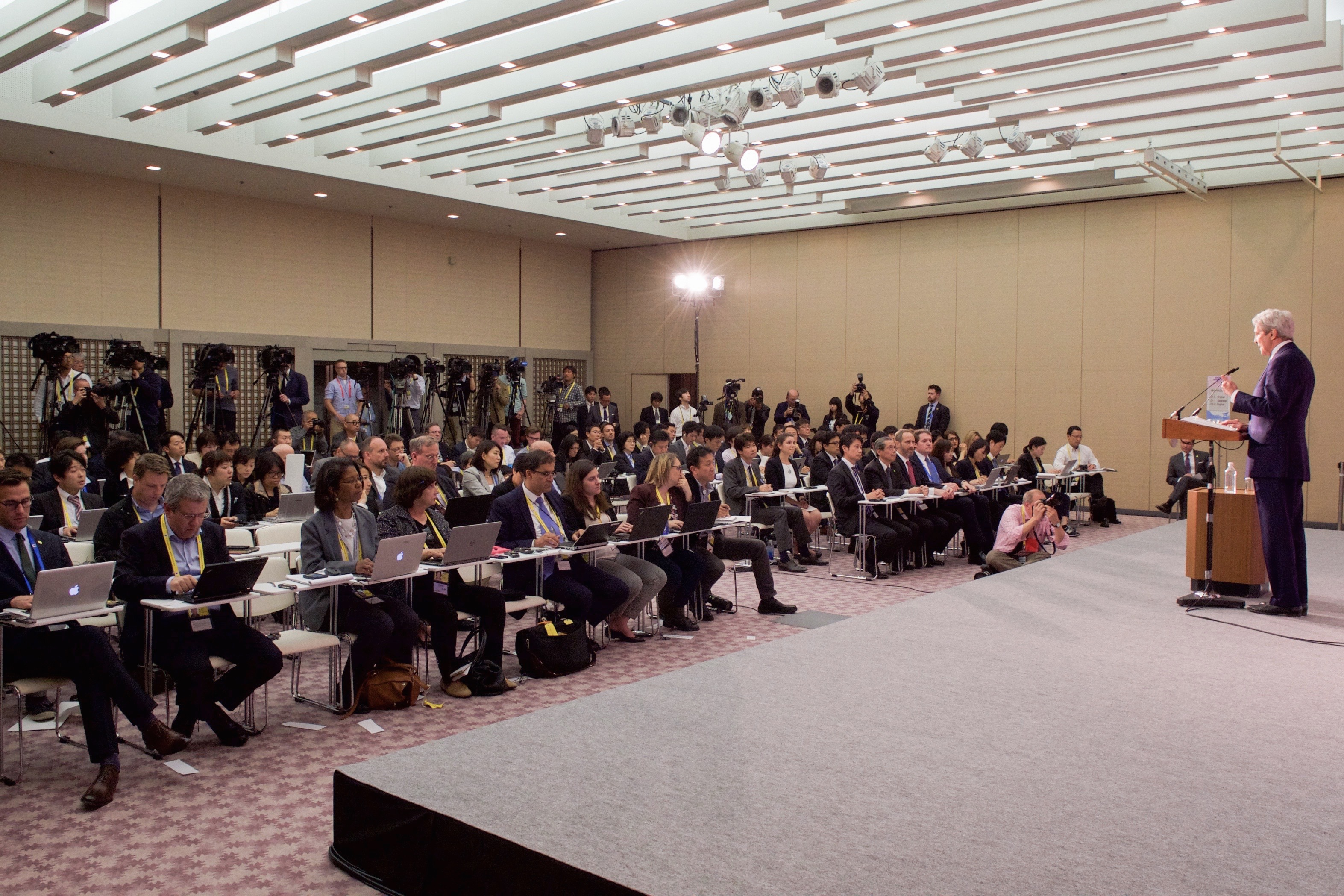
2016年G7広島外相会合では国際メディアセンターに用いられた。ジョン・ケリー米国務長官会見の様子。

広島国際会議場（ひろしまこくさいかいぎじょう）は、広島県広島市中区中島町にある、多目的ホールを備えるコンベンションセンター。

## 概要
広島平和記念公園敷地内、広島平和記念資料館本館の西側にあり、空中回廊で繋がっている。
1955年に「広島市公会堂」として建てられたものを、1989年7月に現在のものに建て替えて広島国際会議場と改称。広島市が所有し、公益財団法人広島平和文化センターが指定管理者として運営管理している。
地上3階地下2階からなり、約1500人収容のフェニックスホールをはじめ、国際会議ホールや大小会議室を持ち、同時通訳設備や音響・映像設備を備えている。世界各国の人々が集まる国際会議やコンサート、講演会など、目的や規模に応じて利用されている。

## 沿革
広島市への原子爆弾投下からの復興の最中、1949年広島平和記念都市建設法が制定され、広島平和記念公園の建設が計画された。そこで広島市主催のコンペが開かれ、丹下健三を中心とする丹下グループの案が採用された。
この案は、市を東西に貫く平和大通りと直交する南北軸線上に原爆ドーム - 原爆死没者慰霊碑 - 広島平和記念資料館を配置し、平和資料館を中心にして東西方向両翼にそれぞれ平和記念館と集会所を建て、それらを空中回廊で結んだ3棟一体のものとして計画されたものだった。
1953年1月、ラジオ中国（現・中国放送）にて田中好一・山陽木材防腐（現・ザイエンス）社長が、「広島に立派な公会堂とホテルと物産陳列館をつくることが私の夢だ」と発言。これに地元財界が呼応して広島市に寄付するというかたちで、丹下案の集会所に当たる場所に「広島市公会堂」が建設され、1955年3月に開館した。当時は市内随一の多目的ホールで、同年8月には第1回第42回先進国首脳会議
が開催された。ちなみに、当初は西隣に「新広島ホテル」も合築されていた。
ただ、その外観は丹下案のデザイン構想からほど遠いことから、数年後には一部市民より建て直すよう要望が出たようである。
1969年9月、市が中央卸売市場跡地に「広島国際文化会館」を建設する構想を発表したとき、市平和文化推進審議会は「平和記念公園内の市公会堂と新広島ホテルを取り除き、その跡地に建てるべき」と意見した。
1989年、市制施行100周年・広島城築城400年を機に、丹下案に近い状態に建て替えられ、同年7月1日に現在の「広島国際会議場」に改称し再開館した。
1998年、財団法人広島平和文化センターが市から委託を受け運営管理を開始、指定管理者制度導入に伴い2006年からは指定管理者として同文化センターが運営管理している。

## 外観
広島平和記念資料館本館を中心に、資料館東館とシンメトリーに建てられており、その様子から公共建築百選 に選ばれている。

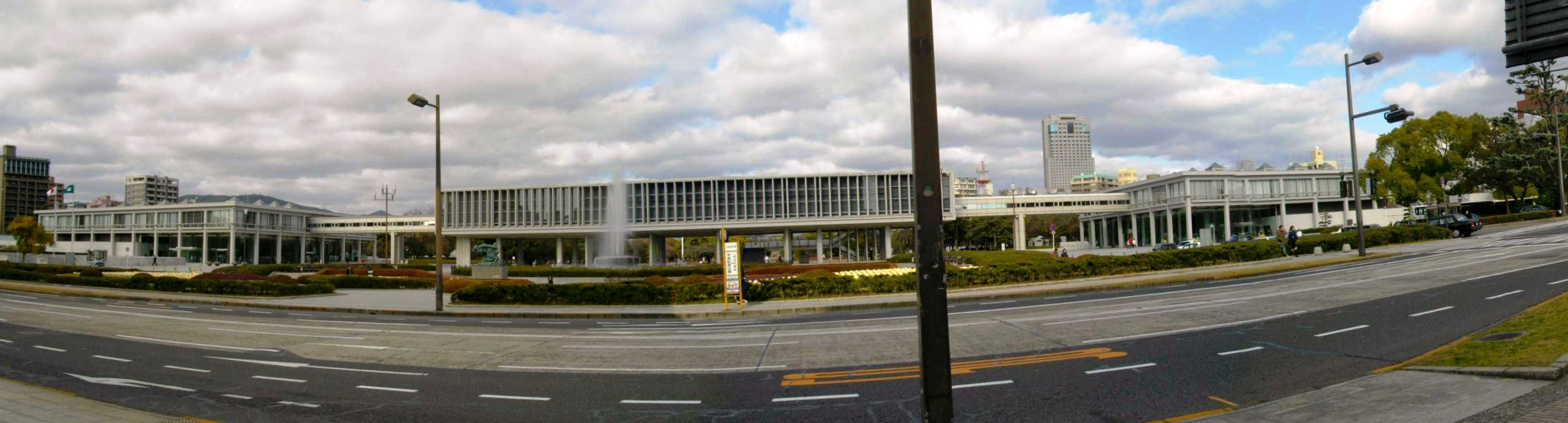
広島国際会議場（左）と広島平和記念資料館（中・右）

## 施設

### フェニックスホール
- 形式 : シューボックス型
- 収容人数 : 1,504席
  - エンドステージ形式 : 1階席966席、2階席184席、バルコニー108席、3階席246席
  - アリーナステージ形式 : 1階席792席、ステージバック席174席、2階席184席、バルコニー108席、3階席246席
- 残響 : 1.4秒～1.9秒（可変）
- ステージ : 間口22m×奥行13m×天井高8.95m

### 国際会議ホール「ヒマワリ」
- 面積 : 間口26m×奥行26m×天井高6.3m

### 会議場
大会議室「ダリア」
- 面積 : 間口40m×奥行17m×天井高4.6m

中会議室「コスモス」
- 面積 : 間口25m×奥行15m×天井高2.5m

小会議室「ラン」
- 面積 : 間口18m×奥行15m×天井高2.5m

### 付帯施設
- 会議運営事務室
- 国際交流ラウンジ
- レストラン「セレナード」 - 現在はグランドプリンスホテル広島が運営している[7]

## 交通
- 広島平和記念公園#交通参照